# نيك ساغان
نيك ساغان (بالإنجليزية: Nick Sagan)‏ (16 سبتمبر 1970، بوسطن في الولايات المتحدة)؛ كاتب سيناريو، كاتب وروائي أمريكي.

## روابط خارجية
- نيك ساغان على موقع IMDb (الإنجليزية)
- نيك ساغان على موقع قاعدة بيانات الفيلم (الإنجليزية)